# 피그마리오
피그마리오는 닛폰 애니메이션이 제작한 TV 애니메이션 시리즈이다. 와다 신지 원작의 만화를 바탕으로 한다. 1990년 11월 5일부터 1991년 9월 16일까지 TV 도쿄에서 총 39화로 방영되었다.
대한민국에서는 1994년 10월 17일부터 1995년 2월 13일까지 MBC에서 방영되었다.

## 줄거리
아직 신들이 이 세계를 이끌고있었던 시대에 쿠르트는 어머니의 얼굴을 알지 못하고 자랐지만, 8세의 생일을 눈앞에 두고 진실을 알게 된다.

## 등장인물
- 쿠르트
- 공주 올리에
- 메두사
- 여신 올리에
- 아스나스
- 레온
- 마리우스
- 갈라티아
- 아가나드
- 시르바나
- 스테판 왕
- 다렌
- 율리아나
- 포세이돈
- 파르파오
- 일류즈

## 한국판 성우진 (MBC)
- 송도영 - 해설
- 이미자 - 쿠르트
- 홍승옥
- 정승현
- 탁재인
- 임수아
- 안지환
- 우정신
- 이선주
- 이승현
- 김용식
- 이영달
- 배주영